# Damian Stasiak
Damian Stasiak (ur. 20 lutego 1990 w Łodzi) – polski karateka i zawodnik mieszanych sztuk walki (MMA). Wielokrotny medalista Mistrzostw Świata, Europy oraz Polski w tradycyjnym karate. W latach 2015–2018 walczący dla najlepszej organizacji MMA na świecie - UFC oraz w latach 2019-2025 związany z najlepszą polską organizacją - KSW.

## Przeszłość sportowa
Stasiak jest utytułowanym karateką. W jego dorobku jest m.in. drużynowe Mistrzostwo Świata z 2014, trzy złote medale Mistrzostw Europy z 2013 oraz Puchar Świata z 2011 i Puchar Europy z 2014. Poza tym jest wielokrotnym medalistą Mistrzostw Polski w karate tradycyjnym.

## Kariera MMA

### Wczesna kariera
Od 2011 walczy w MMA, gdzie w zawodowym debiucie wygrał Mistrzostwo Polski w MMA w wadze lekkiej. W 2014 wygrał turniej 3F – Extreme Fight Cage, pokonując trzech rywali jednego wieczoru.

### UFC
W marcu 2015 podpisał kontrakt z największą organizacją MMA na świecie – Ultimate Fighting Championship. W organizacji zadebiutował 11 kwietnia 2015 na gali UFC Fight Night – Gonzaga vs Cro Cop 2 w Krakowie. Stasiak przegrał wtedy z Yaozinem Mezą na punkty.
10 kwietnia 2016 na UFC Fight Night 86 pokonał Chorwata Filipa Pejicia przez poddanie w pierwszej rundzie przez duszenie zza pleców.
8 października na gali UFC 204 zmierzył się z Davey Grantem. Walkę wygrał przez poddanie balachą w trzeciej rundzie.
28 maja 2017 na gali UFC Fight Night: Gustafsson vs. Teixeira, przegrał walkę z Pedro Munhozem przez jednogłośną decyzję sędziów.
21 października 2017 na gali UFC w Polsce, został znokautowany przez Briana Kellehera w trzeciej rundzie. Mimo porażki otrzymał bonus za walkę wieczoru.
Trzecią porażkę w amerykańskiej organizacji zaliczył na gali UFC Fight Night: Shogun vs. Smith, przegrywając jednogłośną decyzją sędziów z Pingyuanem Liu. Kolejna przegrana skutkowała zwolnieniem z UFC.

### RWC i KSW
13 kwietnia 2019 zadebiutował w walce wieczoru na gali RWC 2. Pokonał tam już w pierwszej rundzie Ukraińca Nikolaja Kondratiuka duszeniem trójkątnym nogami.
W sierpniu 2019 podpisał kontrakt z najlepszą polską federacją Konfrontacją Sztuk Walki. 9 września 2019 w debiucie dla nowego pracodawcy zawalczył o pierwszy w historii KSW pas mistrzowski w wadze koguciej, konfrontując się z pretendentem do tytułu, Antunem Račiciem. Stasiak przegrał walkę większościową decyzją na korzyść Chorwata.
Na gali KSW 55 w drugiej rundzie technicznie poddał duszeniem trójkątnym rękoma Patryka Surdyna. Wygrana przyniosła mu bonus finansowy za poddanie wieczoru.
W czerwcu 2021 zmierzył się z Ukraińcem, Andrijem Leżniewem na gali KSW 61. Zwyciężył kolejnym poddaniem przeciwnika.
18 grudnia 2021 roku na KSW 65: Khalidov vs. Soldić doszło do jego walki z reprezentującym Niemcy Czeczenem, Lomem-Alim Eskijewem. Przegrał walkę jednogłośną decyzją sędziów, którzy punktowali 29-27, 29-28 i 30-27 na korzyść rywala. Pojedynek został nagrodzony bonusem za walkę wieczoru.
14 października 2022 na gali KSW 75: Stasiak vs. Ruchała w Nowym Sączu zmierzył się z niepokonanym Robertem Ruchałą. Około dwa tygodnie przed galą, z powodu usunięcia z karty walk starcia o pas mistrzowski wagi półciężkiej pojedynek Stasiaka z Ruchałą został nową walką wieczoru. Po trzech pełnych akcji rundach przegrał niejednogłośną decyzją sędziów, którzy punktowali (29-28, 28-29, 29-28). Po walce organizacja KSW nagrodziła obu zawodników bonusem za najlepszą walkę wieczoru.
Podczas gali KSW 84: De Fries vs. Bajor, która odbyła się 15 lipca 2023 w Polsat Plus Arenie w Gdyni, doszło do jego starcia z Niemcem, Pascalem Hintzenem. Walkę wygrał już w pierwszej rundzie, zmuszając swojego rywala do poddanie się, po zaciśnięciu duszenia trójkątnego. Trzy dni później federacja KSW doceniła po raz kolejny Stasiaka, przyznając mu bonus za poddanie wieczoru.
Kolejną walkę stoczył 20 stycznia 2024 podczas wydarzenia XTB KSW 90 w Hali COS Torwar, przeciwko Adamowi Soldajewowi. Przegrał przez nokaut w drugiej rundzie, kiedy otrzymał od rywala cios lewy sierpowy.
14 czerwca 2025 podczas gali XTB KSW 107: De Fries vs. Wrzosek w Ergo Arenie, stoczył ostatni pojedynek w karierze. Jego rywalem był Michał Domin. Stasiak pokonał rywala jednogłośnie na punkty, po czym w wywiadzie zakończył karierę.

## Osiągnięcia[38]

### Karate[39][40][41][42]
- 2007: Mistrzostwa Polski Seniorów i Juniorów – 1. miejsce (kata) oraz 2. miejsce (fuku-go)
- 2007: Mistrzostwa Europy Kadetów – 3. miejsce (kata)
- 2008: XIX Mistrzostwa Polski Seniorów i Juniorów – 1. miejsce (fuku-go), 1. miejsce drużynowo (kumite), 2. miejsce (kumite), 2. miejsce (kata)
- 2009: XX Mistrzostwa Polski Seniorów i Juniorów – 1. miejsce (en-bu), 2. miejsce (kumite), 3. miejsce drużynowo (kumite)
- 2009: XXIX Mistrzostwa Europy Seniorów – 1. miejsce (fuku-go)
- 2010: Polska Liga Karate Tradycyjnego – 1. miejsce
- 2010: XXI Mistrzostwa Polski Seniorów i Juniorów w Karate Tradycyjnym – 2. miejsce drużynowo oraz 3. miejsce w fuku-go
- 2010: IV Puchar Europy – 1. miejsce
- 2010: XV Mistrzostwa Świata ITKF – 2. miejsce (en-bu)
- 2010: V Młodzieżowe Mistrzostwa Polski – 1. miejsce (fuku-go)
- 2010: VIII Puchar Polski w Kumite Drużynowym – 1. miejsce drużynowo (kumite)
- 2011: VI Puchar Świata – 1. miejsce
- 2012: Mistrzostwa Świata – 1. miejsce drużynowo (kumite)
- 2013: Mistrzostwa Europy – 1. miejsce w trzech kategoriach
- 2014: Mistrzostwa Świata – 1. miejsce drużynowo
- 2014: Puchar Europy – 1. miejsce
- 2014: Mistrzostwa Polski – 3. miejsce (kumite)
- 2014: Mistrzostwa Polski – 2. miejsce drużynowo (kumite i fuku-go)
- 2014: Polska Liga Karate Tradycyjnego – 1. miejsce
- 2015: VIII Puchar Świata – 1. miejsce

### Brazylijskie jiu-jitsu
- 2006: II Mistrzostwa Polski w Brazylijskim Jiu-Jitsu – 1. miejsce w kat. 64 kg (juniorzy)
- 2007: Otwarte Mistrzostwa Europy w BJJ – 1. miejsce w kat. 69 kg, niebieskie pasy (juniorzy)
- 2007: III Mistrzostwa Polski w Brazylijskim Jiu-Jitsu – 1. miejsce w kat. 69 kg (juniorzy)
- 2008: Otwarte Mistrzostwa Europy w BJJ – 1. miejsce, niebieskie pasy oraz 1. miejsce drużynowo (seniorzy)
- 2009: V Mistrzostwa Polski w Brazylijskim Jiu-Jitsu – 3. miejsce w kat. 70 kg, purpurowe pasy (seniorzy)
- 2011: World Professional Jiu-Jitsu Championship – 3. miejsce w kat. 74 kg, purpurowe pasy (seniorzy)
- 2011: XIII Liga Brazylijskiego Jiu-Jitsu – 2. miejsce w kat. 76 kg (seniorzy)
- 2016: Czarny pas[43]

### Mieszane sztuki walki
Amatorskie
- 2011: I Mistrzostwa Polski MMA: Eliminacje – 1. miejsce w turnieju wagi lekkiej (amatorskie MMA)[44]
- 2011: I Mistrzostwa Polski MMA: Finał – 1. miejsce w turnieju wagi lekkiej

Zawodowe
- Federacja 3F
  - 2014: 3F – Extreme Fight Cage – 1. miejsce w turnieju wagi piórkowej

- Ultimate Fighting Championship
  - Bonus za walkę wieczoru (jeden raz) vs. Brian Kelleher (2017)[15]

- Konfrontacja Sztuk Walki
  - Bonus za poddanie wieczoru (dwa razy) vs. Patryk Surdyn (2020)[22], Pascal Hintzen (2023)[34]
  - Bonus za walkę wieczoru (dwa razy) vs. Lom-Ali Eskijew (2021)[27], Robert Ruchała (2022)[31]

## Lista zawodowych walk MMA
| Wynik     | Bilans | Przeciwnik (bilans przed walką) | Rozstrzygnięcie                                 | Runda | Czas | Rozgrywki                                      | Data       | Miejsce      | Uwagi                                                                                 |
| --------- | ------ | ------------------------------- | ----------------------------------------------- | ----- | ---- | ---------------------------------------------- | ---------- | ------------ | ------------------------------------------------------------------------------------- |
| Wygrana   | 15-10  | Michał Domin (7-3)              | Decyzja (jednogłośna)                           | 3     | 5:00 | XTB KSW 107: De Fries vs. Wrzosek              | 14.06.2025 | Gdańsk/Sopot | Ostatnia walka w karierze.                                                            |
| Przegrana | 14-10  | Adam Soldajew (7-2)             | KO (lewy sierpowy)                              | 2     | 1:08 | XTB KSW 90: Wrzosek vs. Vitasović              | 20.01.2024 | Warszawa     |                                                                                       |
| Wygrana   | 14-9   | Pascal Hintzen (8-2)            | Poddanie (duszenie trójkątne nogami)            | 1     | 2:50 | KSW 84: De Fries vs. Bajor                     | 15.07.2023 | Gdynia       | Bonus za poddanie wieczoru.                                                           |
| Przegrana | 13-9   | Robert Ruchała (7-0)            | Decyzja (niejednogłośna)                        | 3     | 5:00 | KSW 75: Stasiak vs. Ruchała                    | 14.10.2022 | Nowy Sącz    | Bonus za walkę wieczoru. Main Event.                                                  |
| Przegrana | 13-8   | Lom-Ali Eskijew (18-5)          | Decyzja (jednogłośna)                           | 3     | 5:00 | KSW 65: Khalidov vs. Soldić                    | 18.12.2021 | Gliwice      | Bonus za walkę wieczoru.                                                              |
| Wygrana   | 13-7   | Andrij Leżniew (19-9)           | Poddanie (duszenie trójkątne nogami)            | 1     | 2:41 | KSW 61: To Fight or Not To Fight               | 05.06.2021 | Gdańsk/Sopot | Powrót do wagi piórkowej..                                                            |
| Wygrana   | 12-7   | Patryk Surdyn (5-0)             | Techniczne poddanie (duszenie trójkątne rękami) | 2     | 4:19 | KSW 55: Askham vs. Khalidov 2                  | 10.10.2020 | Łódź         | Bonus za poddanie wieczoru.                                                           |
| Przegrana | 11-7   | Antun Račić (23-8-1)            | Decyzja (większościowa)                         | 5     | 5:00 | KSW 51: Croatia                                | 09.11.2019 | Zagrzeb      | Debiut w KSW. Pojedynek o międzynarodowe mistrzostwo KSW w wadze koguciej.            |
| Wygrana   | 11-6   | Nikolaj Kondratiuk (11-4)       | Poddanie (duszenie trójkątne rękami)            | 1     | 1:50 | Rocky Warriors Cartel 2: Turniej Wagi Ciężkiej | 13.04.2019 | Golina       | Main Event.                                                                           |
| Przegrana | 10-6   | Pingyuan Liu (13-4)             | Decyzja (jednogłośna)                           | 3     | 5:00 | UFC Fight Night: Shogun vs. Smith              | 22.07.2018 | Hamburg      |                                                                                       |
| Przegrana | 10-5   | Brian Kelleher (17-8)           | KO (ciosy pięściami)                            | 3     | 3:39 | UFC Fight Night: Cerrone vs. Till              | 21.10.2017 | Gdańsk/Sopot | Bonus za walkę wieczoru.                                                              |
| Przegrana | 10-4   | Pedro Munhoz (13-2)             | Decyzja (jednogłośna)                           | 3     | 5:00 | UFC Fight Night: Gustafsson vs. Teixeira       | 28.05.2017 | Sztokholm    |                                                                                       |
| Wygrana   | 10-3   | Davey Grant (8-2)               | Poddanie (balacha)                              | 3     | 3:56 | UFC 204                                        | 08.10.2016 | Manchester   |                                                                                       |
| Wygrana   | 9-3    | Filip Pejić (10-1-1)            | Poddanie (duszenie zza pleców)                  | 1     | 2:16 | UFC Fight Night: Rothwell vs. dos Santos       | 10.04.2016 | Zagrzeb      | Debiut w wadze koguciej.                                                              |
| Przegrana | 8-3    | Yaotzin Meza (20-9)             | Decyzja (jednogłośna)                           | 3     | 5:00 | UFC Fight Night: Gonzaga vs Cro Cop 2          | 11.04.2015 | Kraków       | Debiut w UFC.                                                                         |
| Wygrana   | 8-2    | Mike Grundy (3-0)               | Poddanie (duszenie trójkątne rękami)            | 2     | 4:18 | BAMMA 19 – Petley vs. Stapleton                | 28.03.2015 | Blackpool    |                                                                                       |
| Wygrana   | 7-2    | Kamil Selwa (6-4)               | Poddanie (duszenie zza pleców)                  | 1     | 3:42 | ACB 13: Poland vs. Russia                      | 31.01.2015 | Płock        |                                                                                       |
| Wygrana   | 6-2    | Łukasz Grochowski (5-4)         | Decyzja (jednogłośna)                           | 2     | 5:00 | 3F – Extreme Fight Cage                        | 25.01.2014 | Ełk          | Finał turnieju Extreme Fight Cage w wadze piórkowej. Main Event                       |
| Wygrana   | 5-2    | Konrad Sokulski (0-0)           | Poddanie (duszenie zza pleców)                  | 2     | 1:31 | 3F – Extreme Fight Cage                        | 25.01.2014 | Ełk          |                                                                                       |
| Wygrana   | 4-2    | Tomasz Boduszek (2-2)           | Poddanie (duszenie zza pleców)                  | 1     | 1:32 | 3F – Extreme Fight Cage                        | 25.01.2014 | Ełk          | Powrót do wagi piórkowej.                                                             |
| Przegrana | 3-2    | Dmitry Silnjagin (4-2)          | Decyzja (jednogłośna)                           | 3     | 5:00 | VSR – Overtime 2                               | 27.04.2013 | Moskwa       | Walka w wadze lekkiej.                                                                |
| Przegrana | 3-1    | Magomied Magomiedow (5-0)       | Decyzja (jednogłośna)                           | 3     | 5:00 | M-1 Challenge 37 – Khamanaev vs. Puhakka       | 27.02.2013 | Orenburg     | Walka w wadze piórkowej.                                                              |
| Wygrana   | 3-0    | Krzysztof Klaczek (2-1)         | Decyzja (jednogłośna)                           | 2     | 5:00 | I Mistrzostwa Polski MMA – Finał               | 05.11.2011 | Chorzów      | Finał turnieju I Mistrzostw Polski MMA w wadze lekkiej.                               |
| Wygrana   | 2-0    | Paweł Chwaliński (0-0)          | Poddanie (duszenie zza pleców)                  | 1     | 4:15 | I Mistrzostwa Polski MMA – Finał               | 05.11.2011 | Chorzów      | Półfinał turnieju I Mistrzostw Polski MMA w wadze lekkiej.                            |
| Wygrana   | 1-0    | Marcin Moskiewski (0-0)         | TKO (ciosy pięściami)                           | 2     | 2:52 | I Mistrzostwa Polski MMA – Finał               | 01.11.2011 | Chorzów      | Debiut w wadze lekkiej. Ćwierćfinał turnieju I Mistrzostw Polski MMA w wadze lekkiej. |